# Birinci Meyniman
Birinci Meyniman è un comune dell'Azerbaigian situato nel distretto di Hacıqabul. Conta una popolazione di 1 408 abitanti.